# 7つの海を楽しもう!世界さまぁ〜リゾート
『7つの海を楽しもう!世界さまぁ〜リゾート』（ななつのうみをたのしもう!せかいさまぁ〜リゾート/WORLD SUMMER'S RESORT）は、TBS系列で2013年4月7日から2023年3月26日まで毎週日曜0:00 - 0:30（JST、土曜深夜）に放送されていたバラエティ番組であり、さまぁ〜ず（大竹一樹・三村マサカズ）の冠番組。

## 概要
世界のビーチ情報をVTRで紹介する番組。現地の人（主に女性）がリポーターとなって、たどたどしい日本語で魅力をアピールする。最近では、視聴者から国名（海に面していない国でも可）の駄洒落を募集し、紹介する「世界だじゃ〜レゾート」というコーナーが登場し、さまぁ～ずから「おもろイカ」の評価を得ると番組特製のステッカーがもらえた。
海を題材とする番組であることから、パチンコ『海物語シリーズ』を展開する三洋物産がメインスポンサーを務めており、スタジオには海物語シリーズに登場するキャラクターのひとつである『クジラッキー』のぬいぐるみが置かれていた。また、『海シリーズ』で使われている効果音を番組の随所で使用していた。
2クール（6か月）ごとにSeasonが区切られ、2015年4月26日のSeason5で100回目の放送となった。
オープニング提供枠のBGMで使用されている歌は、Sloppy Secondsの『V.A.C.A.T.I.O.N (InThe Sun)』(コニー・フランシスの『V.A.C.A.T.I.O.N』をカバーしたもの）である。
2023年3月4日放送分の最後で、今月末で番組が終了する事が発表され、10年の歴史に幕を閉じた。
また、TBS系日曜0時台（土曜深夜）前半枠のバラエティ番組はこの番組の終了を以って廃枠となり、代わりに2023年4月からは金曜11時台後半に、事実上の後継枠として三村のみ出演しているトークバラエティ枠（ララLIFE）を新設している。

## 出演者

### 終了時点の出演者
- さまぁ〜ず（三村マサカズ・大竹一樹）
- 桃衣香帆（2020年4月4日 - 2023年3月26日）
- 御子柴かな（2020年4月4日 - 2023年3月26日）
- 宮本りお（2020年4月4日 - 2023年3月26日）
- アンジェロ

### 過去の出演者（ミスマリンちゃん）
- 美月（開始 - 2015年10月4日）
- 大浦育子（開始 - 2015年10月4日）
- 小柳歩（開始 - 2015年10月4日）
- 茜音（2015年10月11日 - 2017年10月1日）
- 高嶋香帆（2015年10月11日 - 2017年10月1日）
- 栗咲寛子（2015年10月11日 - 2017年10月1日）
- チェルシーリナ（2017年10月8日 - 2019年9月21日[注 1]）
- 宮沢セイラ（2017年10月8日 - 2020年3月28日）
- 鈴川亜美（2017年10月8日 - 2020年3月28日）
- 木寺莉菜（2019年11月2日 - 2020年3月28日） ※3代目ミスワリン

## 音楽

### オープニングテーマ
- 「Summers」（2020年4月4日 - 2023年3月26日）

歌：湘南乃風
番組初のオープニングテーマとして湘南乃風が書き下ろした楽曲。

### エンディングテーマ
- 「マリンブルー・シークレット」（2021年1月10日 - 2023年3月26日）

#### 過去のエンディングテーマ
- 「サマ☆パラ」
- 「夏色サンセット」
- 「飛び出せサマー」
- 「アイツに夏」
- 「マリンブルー・シークレット」

歌 - ミスマリ（美月・大浦育子・小柳歩）
- 「サマ☆パラ」

歌：茜音・高嶋香帆・栗咲寛子
- 「夏色サンセット」

歌：宮沢セイラ・チェルシーリナ・鈴川亜美

## ネット局
フジテレビ系列の秋田テレビ・福井テレビでもメインスポンサーである三洋物産のスポンサードネットで放送されていた。
| 放送対象地域   | 放送局                   | 系列           | 放送日時                     | ネット状況 |
| -------------- | ------------------------ | -------------- | ---------------------------- | ---------- |
| 関東広域圏     | TBSテレビ (TBS)          | TBS系列        | 日曜 0:00 - 0:30（土曜深夜） | 【製作局】 |
| 北海道         | 北海道放送 (HBC)         | TBS系列        | 日曜 0:00 - 0:30（土曜深夜） | 同時ネット |
| 青森県         | 青森テレビ (ATV)         | TBS系列        | 日曜 0:00 - 0:30（土曜深夜） | 同時ネット |
| 岩手県         | IBC岩手放送 (IBC)        | TBS系列        | 日曜 0:00 - 0:30（土曜深夜） | 同時ネット |
| 宮城県         | 東北放送 (tbc)           | TBS系列        | 日曜 0:00 - 0:30（土曜深夜） | 同時ネット |
| 山形県         | テレビユー山形 (TUY)     | TBS系列        | 日曜 0:00 - 0:30（土曜深夜） | 同時ネット |
| 福島県         | テレビユー福島 (TUF)     | TBS系列        | 日曜 0:00 - 0:30（土曜深夜） | 同時ネット |
| 山梨県         | テレビ山梨 (UTY)         | TBS系列        | 日曜 0:00 - 0:30（土曜深夜） | 同時ネット |
| 長野県         | 信越放送 (SBC)           | TBS系列        | 日曜 0:00 - 0:30（土曜深夜） | 同時ネット |
| 新潟県         | 新潟放送 (BSN)           | TBS系列        | 日曜 0:00 - 0:30（土曜深夜） | 同時ネット |
| 静岡県         | 静岡放送 (SBS)           | TBS系列        | 日曜 0:00 - 0:30（土曜深夜） | 同時ネット |
| 富山県         | チューリップテレビ (TUT) | TBS系列        | 日曜 0:00 - 0:30（土曜深夜） | 同時ネット |
| 石川県         | 北陸放送 (MRO)           | TBS系列        | 日曜 0:00 - 0:30（土曜深夜） | 同時ネット |
| 中京広域圏     | CBCテレビ (CBC)          | TBS系列        | 日曜 0:00 - 0:30（土曜深夜） | 同時ネット |
| 近畿広域圏     | 毎日放送 (MBS)           | TBS系列        | 日曜 0:00 - 0:30（土曜深夜） | 同時ネット |
| 鳥取県・島根県 | 山陰放送 (BSS)           | TBS系列        | 日曜 0:00 - 0:30（土曜深夜） | 同時ネット |
| 岡山県・香川県 | RSK山陽放送 (RSK)        | TBS系列        | 日曜 0:00 - 0:30（土曜深夜） | 同時ネット |
| 広島県         | 中国放送 (RCC)           | TBS系列        | 日曜 0:00 - 0:30（土曜深夜） | 同時ネット |
| 山口県         | テレビ山口 (tys)         | TBS系列        | 日曜 0:00 - 0:30（土曜深夜） | 同時ネット |
| 愛媛県         | あいテレビ (itv)         | TBS系列        | 日曜 0:00 - 0:30（土曜深夜） | 同時ネット |
| 高知県         | テレビ高知 (KUTV)        | TBS系列        | 日曜 0:00 - 0:30（土曜深夜） | 同時ネット |
| 福岡県         | RKB毎日放送 (rkb)        | TBS系列        | 日曜 0:00 - 0:30（土曜深夜） | 同時ネット |
| 長崎県         | 長崎放送 (NBC)           | TBS系列        | 日曜 0:00 - 0:30（土曜深夜） | 同時ネット |
| 熊本県         | 熊本放送 (RKK)           | TBS系列        | 日曜 0:00 - 0:30（土曜深夜） | 同時ネット |
| 大分県         | 大分放送 (OBS)           | TBS系列        | 日曜 0:00 - 0:30（土曜深夜） | 同時ネット |
| 宮崎県         | 宮崎放送 (mrt)           | TBS系列        | 日曜 0:00 - 0:30（土曜深夜） | 同時ネット |
| 鹿児島県       | 南日本放送 (MBC)         | TBS系列        | 日曜 0:00 - 0:30（土曜深夜） | 同時ネット |
| 沖縄県         | 琉球放送 (RBC)           | TBS系列        | 日曜 0:00 - 0:30（土曜深夜） | 同時ネット |
| 秋田県         | 秋田テレビ (AKT)         | フジテレビ系列 | 土曜 0:55 - 1:25（金曜深夜） | 遅れネット |
| 福井県         | 福井テレビ (FTB)         | フジテレビ系列 | 土曜 1:15 - 1:45（金曜深夜） | 遅れネット |

## スタッフ
- ナレーター：セイン・カミュ
- 構成：大井洋一、福原フトシ、竹村武司、小杉四駆郎、田中淳也
- TM：田熊克二
- TD/SW：涌田尚孝
- CAM：長尾康平、稲葉諒祐
- VE：市村大輔、横井甲児（横井→一時離脱→復帰）、藤崎康広
- AUD：國尾太雅、大塚勉
- 照明：楢橋秀満
- 音効：村松聡（佳夢音）
- 美術：澁谷政史
- 美術デザイナー：渡邊晴香
- 美術ディレクター：宇野宏美（以前は美術デザイナー）
- 装置：上田玲
- 操作：秋山晃大
- 植木装飾：河村空
- 電飾：土肥翔太
- 装飾：佐野沙織
- 衣装：佐多真優果
- ヘアメイク：大桶恭子（一時離脱→復帰）
- CG：アイヴリックスタジオ
- VO：青二プロダクション
- 編集：宇田裕紀
- MA：兒子仁
- TK：飯塚愛美
- 技術協力：fmt（旧：八峯テレビ）、STUDIO 38
- 美術協力：Coleman
- リサーチ：フォーミュレーション
- 海外コーディネーター：渡辺正人、秋本タミー（GPA USA）、入谷俊樹、マダム・ハシモト、鈴木いづみ、OFFICE 303、菊地寛子、大友美和子、EXlTUS、坂本晃彦、ダニエル香奈
- 編成：三浦萌
- 宣伝：星奈津美
- 配信：相川拓也
- 企画協力：西尾聖（ホリプロ）
- 制作P：堤智志（ホリプロ）
- AP：細川真琴、永野莉帆
- AD：望月雄矢、山中詩朋里、内田凌平、山口貴祐、庭本唯以、信保優人、松本みず沙、浅見真帆、成田朝陽、牧野未来
- ディレクター：渡辺康史（渡辺→一時離脱→復帰）、仁木拓実、渡辺(邉)浩則、三澤香恋、内海良直、金子陽平、西脇未樹、佐藤圭（三澤・内海→以前はAD）
- 演出：水野達也
- プロデューサー：池田桂子（以前はAP）
- 製作：ジーヤマ、TBS

### 過去のスタッフ
- TD/SW：松井光太郎、竹内弘佳
- CAM：斉藤佳久
- AUD：佐藤博隆、盛田浩尉
- 照明：安藤雄郎、川田敦史
- 美術デザイナー：矢部香苗
- 装置：相良ひさお
- 操作：新木大介、馬場幸三
- 植木装飾：菊地起矢、青木静香、平井優香子、久保真純
- 電飾：西田和正、黒森結実
- 装飾：後藤千鶴
- 衣装：横尾毅、原口恵里、坂口みのり
- ヘアメイク：高梨祐子、井上満智、梅原恵里、馬場景子
- 編集：西峰勇一、東勇輝、岩見貴南
- MA：丸山晃
- TK：滝本優子
- 編成：前田麻友、福田健太郎、池田尚弘、矢野大亮、青木伸介
- 宣伝：広重玲子、小野明、小林史明、塚本宗也、清水由花、中本真理子
- AP：久田誠司、若林亜希、高橋寛之（高橋→以前はディレクター）、渡辺敦成（渡辺→一時離脱→復帰した時期あり）、神田聡美
- AD：船越美希、滝田靖明、中野将成、今井里美、稲積桃花、出戸香菜子、佐藤瑞貴
- ディレクター：高田直、井谷光太郎、鈴木崇志、本広丈二、福盛健太、塚田秋春、龍辰彦、髙橋美由（鈴木・髙橋→以前はAD）
- 演出：五島大徳（以前はディレクター）
- プロデューサー：飯沼美佐子

## WEBコンテンツ
- さまぁ～ずとミスマリンちゃんのドキドキ水着でナイショクイズ

本番組開始前後に更新されるWEB限定オリジナル動画。エンディングで紹介されるお土産プレゼントは番組HPの応募フォームに必要事項（今週の罰ゲームが何だったか）を明記して応募することができる。